# Guillaume-Auguste Jaubert
Guillaume-Auguste Jaubert, né à Condom (Gers) le 9 janvier 1769 et mort en Bordelais en mars 1825, est un prélat français du XIXe siècle.

## Biographie
Jaubert est le fils de Michel Jaubert et de Mlle Capo de Feuillide. Il est le frère de François Jaubert, gouverneur de la Banque de France.
Jaubert est curé de Notre-Dame de Bordeaux et vicaire général du diocèse de Bordeaux et est nommé évêque de Saint-Flour en 1809 par Napoléon Ier. Il reçoit les bulles du pape 1811, sans faire mention de la nomination impériale. Jaubert ne  peut se faire sacrer qu'après la seconde restauration. Il donne sa démission en 1816.
Il reçoit du gouvernement impérial le titre de baron et de chevalier de la Légion d'honneur et siège au corps législatif pour le département du Cantal durant la session de 1814.
Jaubert a traduit de l'italien l'ouvrage Vraie idée du Saint-Siège de l'abbé Dom P. Tamburini.